# Черви (масть)
Че́рви (че́рвы, жи́ры, чирва) — карточная масть красного цвета в стандартных игральных картах немецкой и французской колоды.
Масть черви появилась в Германии в XV веке и является результатом большого количества экспериментальных мастей, созданных для адаптации латинской колоды. Позже черви были переняты во французскую колоду, с небольшим отличием дизайна. Оригинальное французское название масти — «кёр» (фр. cœur, сердце). В русском языке название масти произошло от прилагательного червонный, означающего «красный».
Черви имеют форму кардиоиды, нижняя часть которой заканчивается заострением. Символ изображён острием вниз, а два лепестка кардиоиды направлены вверх. Черви изображаются преимущественно красным цветом, но также могут быть жёлтыми.
В галерее ниже показаны черви французской колоды из 52 карт.

Туз
2
3
4
5
6
7
8
9
10
Валет
Дама
Король

## Аналоги в нестандартных колодах
- В немецкой колоде: сердца.
- В швейцарской колоде: розы.
- В итало-испанской колоде: кубки.
- В картах таро: кубки[4].

## Коды символа масти при наборе текстов
Unicode — U+2665 и U+2661
♥ ♡
HTML — &#9829; (или &hearts;) и &#9825;
♥ ♡